# Franco Asciutti
Franco Asciutti (Perugia, 17 gennaio 1947) è un politico italiano, senatore di Forza Italia e poi del Popolo della Libertà dal 1996 al 2013.

## Attività politica
Eletto senatore nel 1996 per Forza Italia nella  XIII Legislatura è stato membro prima e vicepresidente poi della 7ª Commissione permanente (Istruzione pubblica, beni culturali), membro della 10ª Commissione permanente (Industria, commercio, turismo) e della Commissione parlamentare di inchiesta sul ciclo dei rifiuti e sulle attività illecite ad esso connesse
Confermato senatore nel 2001 nelle liste di Forza Italia nella  XIV Legislatura è stato membro prima e presidente poi della 7ª Commissione permanente (Istruzione pubblica, beni culturali), membro della Commissione speciale per l'esame di disegni di legge di conversione di decreti-legge e della Commissione parlamentare di inchiesta sul ciclo dei rifiuti e sulle attività illecite ad esso connesse.
Rieletto senatore nel 2006 per Forza Italia nella  XV Legislatura è stato componente della 7ª Commissione permanente (Istruzione pubblica, beni culturali) e della Commissione parlamentare di inchiesta sul ciclo dei rifiuti e sulle attività illecite ad esso connesse.
Ulteriormente confermato senatore nel 2008 nelle liste del Popolo della Libertà, nella XVI Legislatura è membro della 7ª Commissione permanente (Istruzione pubblica, beni culturali).
Asciutti è relatore insieme a Paolo Tancredi (PdL), Mauro Agostini (PD) e Vittoria Franco (PD) del ddl Omnibus approvato al Senato il 20/4/11 con 163 si, 134 no e nessun astenuto dopo che il governo ha posto la questione di fiducia.